# Schizostachyum hantu
Schizostachyum hantu är en gräsart som beskrevs av Soejatmi Dransfield. Schizostachyum hantu ingår i släktet Schizostachyum och familjen gräs. Inga underarter finns listade i Catalogue of Life.